# 國道243號

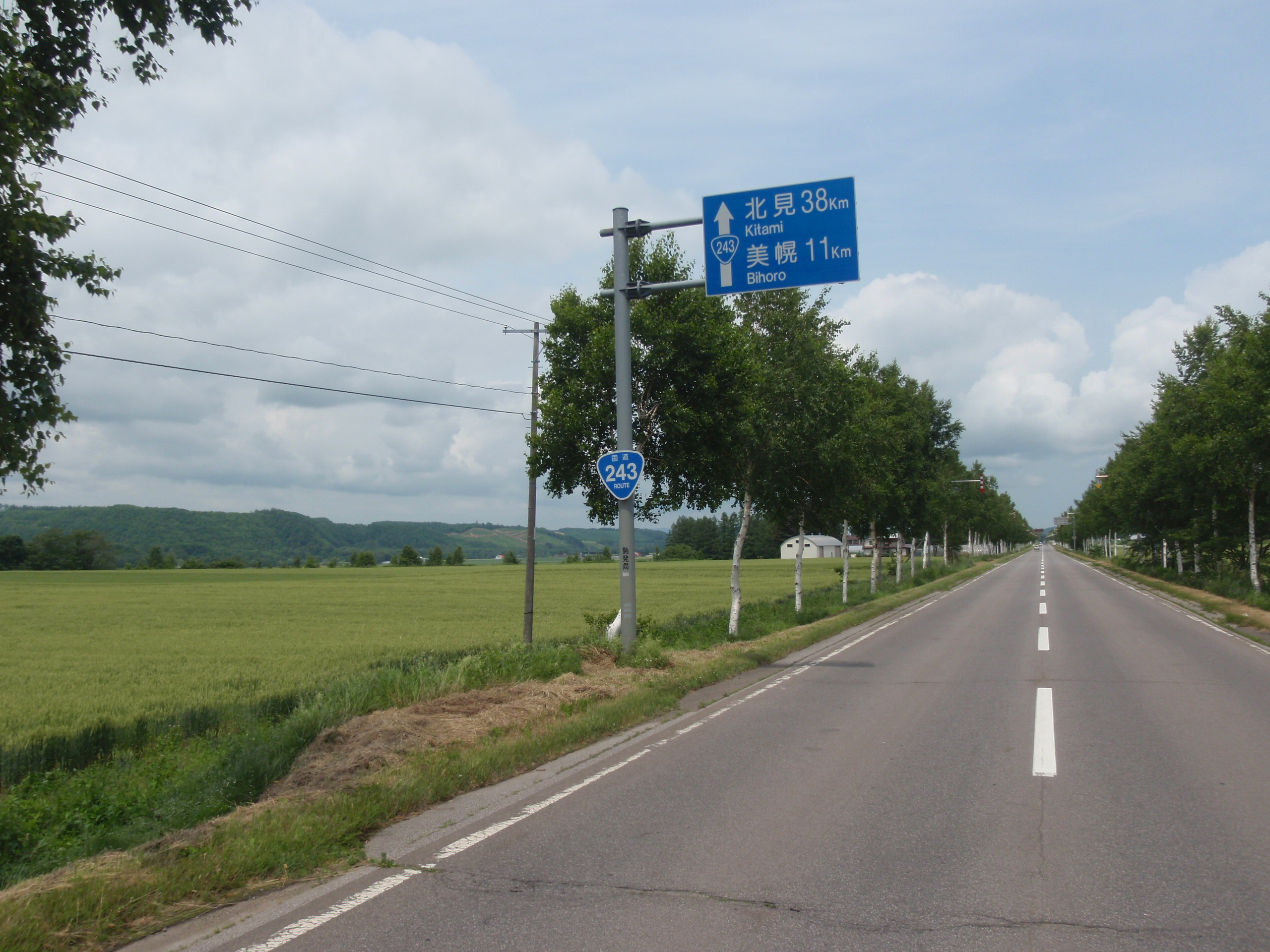
美幌町郊外

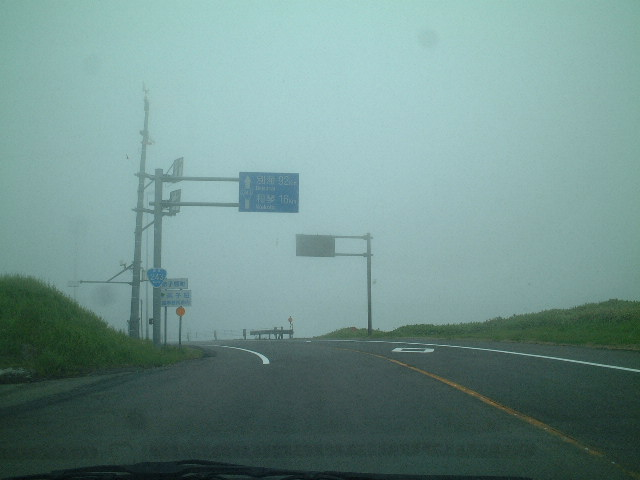
美幌峠

國道243號為北海道網走市至同道根室市之一般國道。

## 概要

### 路線資訊
- 起點 : 網走市（＝國道39號・國道240號終點、國道244號起點、國道391號終點）
- 終點 : 根室市（＝國道44號交點、國道244號終點）
- 重要經過地 : 北海道網走郡美幌町、同道川上郡弟子屈町、同道野付郡別海町
- 路長 : 173.1 km（目前140.8 km）[1][注釋 1]
- 指定路段 : 全線[2]

## 歷史
- 1953年5月18日
二級國道243號網走根室線（網走市 - 北海道根室郡根室町）被指定施行[3]。
- 1965年（昭和40年）4月1日
道路法改正廢一、二級區分，成為一般國道243號（網走市 - 根室市）[4]。

## 路線狀況

### 通稱
- 美幌國道[5]
- PILOT國道[6]

### 共線路段
- 國道242號 : 網走市起點 - 同市大麯1交差點
- 國道39號: 網走市起點 - 網走郡美幌町仲町2 / 新町1交差點
- 國道240號 : 網走市起點 - 網走郡美幌町大通南1 / 大通北1交差點
- 國道391號 : 川上郡弟子屈町美留和 - 同町仁多
- 國道244號 : 野付郡別海町奧行 - 根室市終點

### 道路設施

#### 道之驛
- 道之驛ぐるっとパノラマ美幌峠（美幌町）

## 地理

### 通過行政區
- 北海道
  - 鄂霍次克綜合振興局
網走市 - 網走郡大空町 - 網走郡美幌町
  - 釧路綜合振興局
川上郡弟子屈町 - 川上郡標茶町
  - 根室振興局
野付郡別海町 - 根室市

### 交會道路
鄂霍次克綜合振興局
- 國道240號・北海道道217號北見美幌線：網走郡美幌町大通（大通北1交點）
- 北海道道249號福住女滿別線：網走郡美幌町都橋
- 北海道道995號東藻琴豐富線：網走郡美幌町福住

釧路綜合振興局
- 北海道道588號屈斜路津別線：川上郡弟子屈町屈斜路
- 北海道道52號屈斜路摩周湖畔線：川上郡弟子屈町屈斜路
- 北海道道717號劄友內弟子屈停車場線：川上郡弟子屈町劄友內
- 國道391號：川上郡弟子屈町美留和（劄友內交點）
- 北海道道52號屈斜路摩周湖畔線：川上郡弟子屈町摩周
- 國道241號：川上郡弟子屈町鈴蘭（鈴蘭2-4交點）
- 北海道道53號釧路鶴居弟子屈線：川上郡弟子屈町朝日
- 國道391號：川上郡弟子屈町仁多（仁多交點）
- 北海道道1040號弟子屈熊牛原野線：川上郡標茶町虹別原野
- 北海道道885號養老牛虹別線：川上郡標茶町虹別原野
- 北海道道13號中標津標茶線：川上郡標茶町虹別原野
- 北海道道13號中標津標茶線：川上郡標茶町虹別市街

根室振興局
- 北海道道951號泉川線：野付郡別海町西春別
- 北海道道830號泉川西春別線・北海道道957號大成西春別線：野付郡別海町西春別車站前錦町
- 北海道道423號西春別停車場線：野付郡別海町西春別車站前榮町
- 北海道道362號西春別春別停車場線：野付郡別海町西春別宮園町
- 國道272號：野付郡別海町西春別
- 北海道道311號中西別計根別線：野付郡別海町中西別本町
- 北海道道928號上風連中西別線：野付郡別海町中西別光町
- 北海道道123號別海厚岸線・北海道道831號上春別別海線：野付郡別海町別海
- 北海道道8號根室中標津線：野付郡別海町別海常磐町
- 北海道道364號本別海別海停車場線：野付郡別海町別海宮舞町
- 北海道道364號本別海別海停車場線：野付郡別海町別海旭町
- 北海道道930號上風連奧行線：野付郡別海町奧行
- 國道244號：野付郡別海町奧行
- 國道44號：根室市厚床1丁目（終點）

### 主要的峠
- 美幌峠（490m）

## 資料來源
1. ↑   (PDF). 道路統計年報2012. 國土交通省道路局: 13.   [2013-08-10]. （原始内容 (PDF)存档于2013-03-10）.
2. ↑  . 法令データ提供システム. 總務省行政管理局.   [2013-08-10]. （原始内容存档于2008-02-07）.
3. ↑   维基文库中的相關文獻：二級國道の路線を指定する政令（昭和28年5月18日政令第96號）
4. ↑  一般國道の路線を指定する政令（昭和40年3月29日政令第58號）
5. ↑  昭文社 2006，第42 - 43頁.
6. ↑  昭文社 2006，第36, 43頁.

## 関連項目
- 北海道道路列表

## 外部連結
- 國土交通省北海道開發局** 網走開發建設部 : 鄂霍次克轄內管理。
  - （页面存档备份，存于） : 釧路轄內 - 根室轄內管理。